# Perigea gurrha
Perigea gurrha är en fjärilsart som beskrevs av Dyar 1924. Perigea gurrha ingår i släktet Perigea och familjen nattflyn. Inga underarter finns listade i Catalogue of Life.